# Juan López Carvajal
Pour les articles homonymes, voir López et Carvajal.
Ne doit pas être confondu avec les cardinaux Juan López et Juan Carvajal.
Juan López Carvajal, né le 4 mars 1914 à Bédar, en Andalousie, et mort à Lyon le 27 décembre 2011, est un combattant antifasciste de la guerre d'Espagne, exilé en France durant la dictature franquiste.

## Biographie
Né à Bédar, dans la province d'Almeria, Juan López Carvajal est issu d'une famille ouvrière et athée. En 1921, son père, Juan López, et sa mère, Juana Carvajal, décident de s'installer à Barcelone pour des raisons économiques, comme des milliers de familles andalouses.
Jeune libertaire, Juan travaille dans une entreprise de typographie et adhère à la CNT, principal syndicat anarchiste en Espagne. Il fait la rencontre de Pepita Laguarda Batet, jeune militante anarchiste de L'Hospitalet de Llobregat.

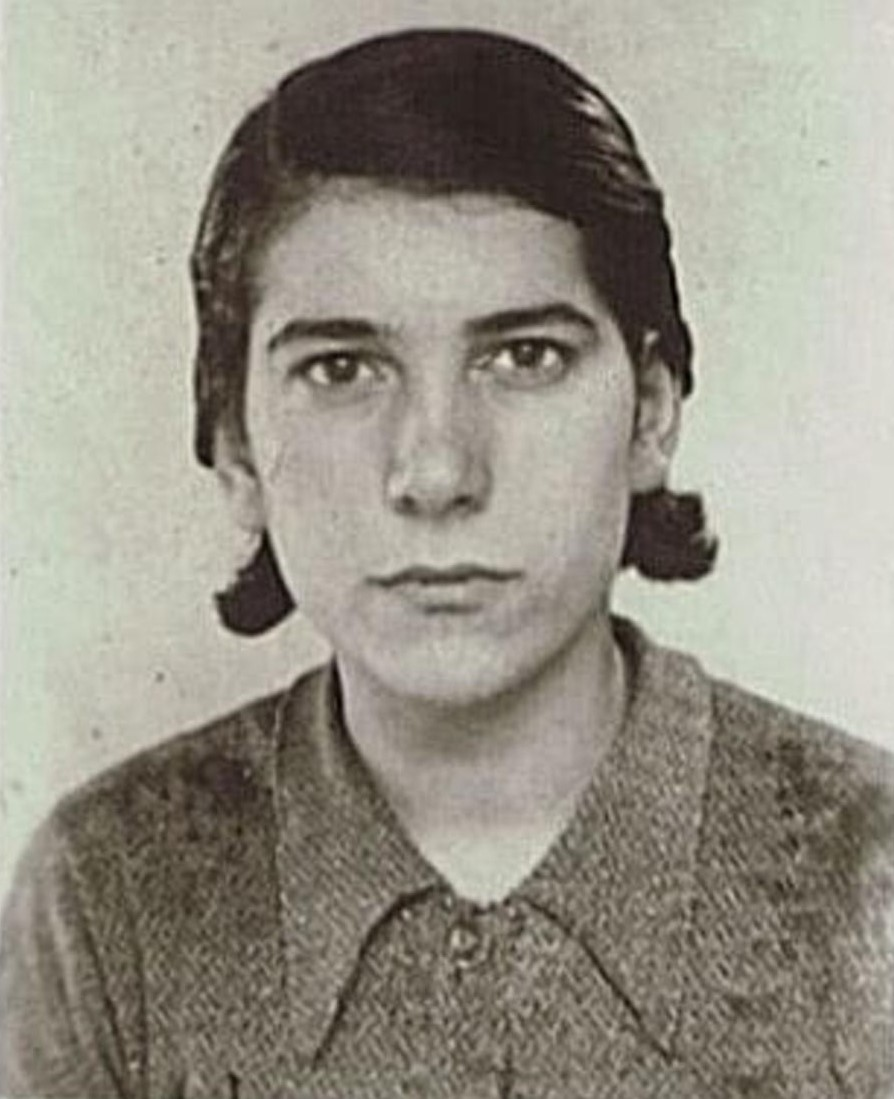
Sa première compagne, Pepita Laguarda Batet (1919-1936), morte sur le front d'Aragon.

Lorsque la guerre d'Espagne éclate en 1936, le jeune couple est un fervent défenseur de la Seconde République menacée par les attaques nationalistes. Ils s'engagent ensemble pour combattre et intègrent la colonne Ascaso de la CNT sur le Front d'Aragon. Mais le 1er septembre 1936, Pepita est grièvement blessée lors d'un bombardement près de Huesca. Elle meurt dans ses bras.
Juan, dévasté, se charge des papiers du décès et en informe ses camarades et la presse via la Solidaridad Obrera. Un temps soigné à l'hôpital de Sant Pau de Barcelone, il repart ensuite sur le front. 
Alors que les troupes franquistes avancent irrémédiablement jusqu'à la victoire et la chute de Barcelone, Juan doit s'exiler en France lors de la Retirada par Le Perthus et Le Boulou. Il est interné dans les camps de concentration de Saint-Cyprien et d'Agde, où il retrouve ses camarades, le commandant Ginés Martínez et le capitaine Jesús Cánovas Ortiz dit « Bobini ». 
Après son internement dans les camps, il réalise un périple qui l'amène dans toute la France, dont les villes de Limoux où il se marie avec Joséphine Gasquez Martinez;  puis Tours et Paris, Ensuite il part en Argentine puis de nouveau Barcelone jusqu'à son installation à Cailloux sur Fontaine, Tassin-la Demi Lune Lyon avec sa famille. Toujours proche de la CNT, il continue à militer et témoigner pour le travail de mémoire, y compris à l'étranger. Il demeure à Lyon jusqu'à son décès le 27 décembre 2011. 

## Postérité
Son autobiographie, publiée de son vivant en 1995, constitue un récit de la guerre et de l'exil alors que s'initie la récupération historique de la mémoire des républicains espagnols réfugiés en France,.